# 王小慧艺术馆
王小慧艺术馆（英語：Xiao Hui Wang Art Museum）是一座中国当代艺术博物馆。

## 历史
2013年9月正式开馆，位于苏州平江路。2012年由江苏省苏州市姑苏区政府邀请德国华人艺术家王小慧将一座具有400年历史的清代宅院——丁宅改造而成。是一座当代艺术馆。

## 营业时间
- 周二至周日：上午十点到下午四点
- 周一闭馆